# Calcare di Domaro
Il Calcare di Domaro  è una formazione geologica di età giurassica inferiore (Pliensbachiano: 190 – 183.0 milioni di anni fa circa), affiorante diffusamente in tutta l'area delle Alpi meridionali lombarde, anche se i suoi caratteri più tipici si riscontrano nel settore orientale di quest'area (Bresciano centro-occidentale), dove questa formazione è stata istituita (Monte Domaro, nei pressi di Gardone Val Trompia).

## Descrizione e ambiente sedimentario
La formazione è costituita tipicamente da calcari e calcari marnosi ben stratificati con liste di selce, alternati a livelli decimetrici marnosi. I livelli calcarei (prevalentemente calcilutiti) hanno spessore da decimetrico a metrico e sono spesso costituiti da diversi strati rinsaldati. Il colore varia da grigio scuro nella parte inferiore della formazione (“Membro inferiore”) con frequenti liste di selce bluastra, a marrone chiaro o nocciola nella parte superiore (“Membro superiore”), con rare liste di selce bionda (di colore giallastro).
Si osservano comunemente noduli ferruginosi (masserelle di ossidi di ferro derivati dall'ossidazione per alterazione meteorica di solfuri, di solito pirite e marcasite). La formazione è, talora riccamente, fossilifera a cefalopodi (prevalentemente Ammoniti e rari Nautiloidi).
Il Giurassico Inferiore (Lias) è caratterizzato in Lombardia da un brusco aumento della subsidenza, con annegamento della maggior parte delle aree di piattaforma carbonatica del tardo Triassico (ad eccezione dell'estrema area orientale lombarda, in cui sopravvivono residue facies di piattaforma alla base del Lias). Questa fase tettonica è connessa ad un esteso fenomeno di rift che accompagna la fase di apertura dell'oceano della Tetide. Si individuano inoltre aree con maggiore subsidenza (bacini) e aree rilevate (alti strutturali) con minore subsidenza, bordati da faglie normali. Nei bacini si depongono serie carbonatiche e miste molto spesse con elevato tasso di sedimentazione, in parte di origine torbiditica. In tutta la Lombardia, queste successioni stratigrafiche vengono classicamente fatte rientrare nel Gruppo del Medolo, del quale il Calcare di Domaro costituisce la parte superiore. Questa formazione rappresenta sedimenti di bacino marino relativamente profondo, pelagico, con scarsi apporti terrigeni molto fini, depositatisi in una fase di progressivo colmamento delle aree di bacino e di relativa stasi dell'attività tettonica. A questi depositi, che costituiscono la facies “normale” della formazione, possono trovarsi intercalati livelli di conglomerati e brecce e livelli interessati da fenomeni di slumping (pacchi di strati ripiegati e contorti) derivanti da frane sottomarine. Questi fenomeni di franamento sinsedimentario avvenivano in corrispondenza dei margini degli alti strutturali ed erano causati dal movimento di faglie ancora attive, e sono più frequenti nella parte orientale dell'area di deposizione (bresciano), dove la vicinanza del margine del paleo-alto di Botticino induceva una sedimentazione più grossolana e caotica.

## Rapporti stratigrafici e datazione
In Lombardia orientale, nell'area tipo di affioramento, il Calcare di Domaro giace in concordanza stratigrafica sopra il Calcare di Gardone Val Trompia (una formazione composta da calcareniti di origine torbiditica). Nel resto della Lombardia, la formazione in esame poggia sopra il Calcare di Moltrasio (Hettangiano-Carixiano superiore), con una transizione abbastanza rapida (generalmente pochi metri).
In Lombardia orientale la formazione passa superiormente alla Formazione di Concesio (Toarciano-Batoniano), una formazione composta alla base di marne varicolori (verdi-rossastre e violacee). 
Il Calcare di Domaro raggiunge spessori prossimi ai 300 m nell'area tipo (di cui circa 200 attribuibili al membro inferiore e 100–120 m al membro superiore). Nella stessa area, l'unità presenta rapporti di eteropia laterale con livelli grossolani (“Medolo Caotico”) e con il “Corso Rosso” di Botticino. In Lombardia centro-occidentale, l'unità presenta spessori variabili da pochi metri (in contesti di paleo-alto) ad alcune decine di metri, e in alcuni settori (Alta Brianza) passa lateralmente a calcari in facies di Rosso Ammonitico, una facies di altofondo pelagico molto ricca di Ammoniti. Sempre nel settore centro-occidentale, il Calcare di Domaro è ricoperto (a seconda del contesto bacinale di appartenenza) dal Rosso Ammonitico Lombardo o dalla Formazione di Sogno.
La formazione è stata originariamente istituita come stratotipo del sottopiano stratigrafico Domeriano, così denominato da Guido Bonarelli sulla base della ricca fauna ad Ammoniti del Monte Domaro. Dagli studi successivi, Il Calcare di Domaro risulta riferibile in base al contenuto paleontologico (Ammoniti e Coccolitofore, alghe planctoniche unicellulari) al tardo Carixiano, al Domeriano e al Toarciano basale.